# Meiofauna
Als Meiofauna oder häufiger Mesofauna bezeichnet man den Anteil der bodenlebenden Organismen, die zwischen 0,30 mm und 1 mm groß sind. Größere Bodentiere ordnet man der Makrofauna, kleinere der Mikrofauna zu.
Im terrestrischen Lebensraum gehören zur Meiofauna etwa größere Nematoden, Mikroarthropoden (Gliederfüßer) wie etwa Milben und Springschwänze, Bärtierchen, Rädertiere und kleine Borstenwürmer (Oligochaeta, Polychaeta). Sie leben meist saprobisch oder als Räuber von der Mikrofauna und -flora.
In Gewässern wird die Meiofauna ebenfalls von verschiedenen Gliederwürmern, Nematoden, benthischen (im Bodenbereich lebenden) Rädertierchen und ähnlichen Organismen gebildet. Die benthische Meiofauna wird auch als Meiobenthos bezeichnet. Der Tierstamm der wurmartigen Kiefermündchen (Gnathostomulidae) lebt ausschließlich im Sandlückensystem und bildet mit anderen Organismen die Sandlückenfauna (Mesopsammon).
Die Rolle der Meiofauna in der Nahrungskette ist noch nicht abschließend geklärt.